# 科布雷 (內華達州)
科布雷（英語：Cobre）是位於美國內華達州埃爾科縣的鬼鎮。

## 歷史
科布雷的郵局於1906年設立，1927年關閉後又於1929年重啟，最終於1956年停運。

## 地理
科布雷所處的海拔為高於海平面1805米（即5922英呎），而該地所採用的時區為UTC-8，即太平洋时区（PST）。同時該地設有夏令時間，為UTC-8調快一小時，即UTC-7（PDT）。